# Magyarországi érsekségek
Magyarországon 1000-től két érsekség létezett:
- Esztergomi érsekség
- Kalocsai érsekség

1804-ben a pápa egy püspökségünket érseki rangra emelt:
- Egri érsekség

1853-ban újabb püspökség vált érsekséggé:
- Zágrábi érsekség

1993-ban ismét egy újabb érsekség keletkezett:
- Veszprémi érsekség

2015-ben Magyarországon először emeltek metropolitai székké görögkatolikus egyházmegyét:
- Hajdúdorogi metropólia[1]

## Története
Szent István egy független egyháztartomány [érsekség] létrehozására is törekedett a püspökségek alapítása mellett. A korabeli felfogás szerint azt a világi államot tekintették önállónak, amely saját egyháztartománnyal rendelkezett, és így templomait önálló érsekség fogta össze. Az új  keresztény birodalom koncepciója hozzájárult ahhoz, hogy pápa és a császár közreműködésével az 1000. esztendőben a gnieznói érsekség létrehozásával először a lengyel területek váltak le a német birodalmi egyházról. A lengyel példát követve röviddel ezt követően Szent István felvette a kapcsolatot II. Szilveszter pápával és III. Ottóval az önálló magyar érsekség engedélyezése 
érdekében. 1001 áprilisában a Ravennában tartott zsinaton a pápa engedélyt adott az önálló magyar érsekség létrehozására.
létrehozására. Szent István az engedély birtokában, saját székvárosában, Esztergomban állította fel az érsekséget. Úgy tűnik, nagy figyelmet fordítottak arra, hogy az új magyar egyháztartomány 
létrehozásánál pontosan betartsák az érvényes egyházjogi normákat. A kánonjog a kora 
keresztény időktől kezdve előírta, hogy egy érsekségi tartománynak az érseki főegyházmegye mellett legalább három püspökségből kell állnia. Szent István, ezt figyelembe véve, egyházi tanácsadóival arra törekedett, hogy az érsekség alá három püspökséget rendeljenek. A 
szabályok pontos betartása azért is szükségesnek látszott, hogy elejét vegyék a német birodalmi egyház részéről várható esetleges kifogásoknak. Ennek érdekében Esztergom alá 
rendelték a néhány évvel korábban létrehozott veszprémi püspökséget. 
A korabeli gyakorlat szerint csak az érsekség alapításához kellett feltétlenül pápai engedély. Az érsekség pápai jóváhagyása egyben arra is lehetőséget adott az uralkodóknak, hogy saját maguk Róma újabb hozzájárulása nélkül, ahol szükségesnek gondolják, további 
püspökségeket hozzanak létre. A ravennai felhatalmazás birtokában Szent István a hatalma 
alatt álló területen kívánta megszervezni az előírt püspökségeket. Így az érsekség 
létrehozásához kapcsolódva Győrben szerveztek egy püspökséget valószínűleg még 1001-ben. A harmadik  egyházmegyét rokoni kapcsolataira építve Erdélyben kívánta Szent 
István felállítani. Édesanyja, Sarolt a kelet-magyarországi törzs vezetőjének lánya volt. A 
Gyula vezette törzs a 10. század közepe óta Bizánccal tartott szorosabb kapcsolatot és fél 
évszázada a fennhatósága alá tartozó területen görög missziós püspökség működött. A latin püspökség elfogadása egyet jelentett volna azzal, hogy az addig független keleti törzs elismeri az Árpádok főhatalmát és beintegrálódik szállásterülete Szent István alakuló államába. A Gyula és környezete ragaszkodott a különálláshoz és így Istvánnak fegyverekkel sikerült csak 
hatalmát elismertetni Erdélyben, és ezzel együtt létrehozni a harmadik magyar püspökséget. Gyula ellenállása miatt az erdélyi egyházmegye alapítására Győrffy szerint csak 1003-ban került sor. Ezzel 
létrejött az önálló, kánoni előírásoknak megfelelő Esztergom vezette magyar egyháztartomány.